# Mistrovství světa v půlmaratonu
Mistrovství světa v půlmaratonu je šampionát v půlmaratonu a poprvé se uskutečnilo v roce 1992 v Newcastlu.

## Historie
Od roku 1992 se pořádalo každoročně, pořadatelem je Mezinárodní asociace atletických federací (IAAF).
Mistrovství bylo v letech 2006 a 2007 nahrazeno Mistrovstvím světa v silničním běhu, ale v roce 2008 se vrátilo ke svému původnímu názvu. Od roku 2010 se pořádá každý druhý rok.

## Přehled šampionátů
| Pořadí | Mistrovství | Město               | Pořadatelská země  | Datum konání        |
| ------ | ----------- | ------------------- | ------------------ | ------------------- |
| 1.     | 1992        | Newcastle upon Tyne | Spojené království | 19. září – 20. září |
| 2.     | 1993        | Brusel              | Belgie             | 3. října            |
| 3.     | 1994        | Oslo                | Norsko             | 24. září            |
| 4.     | 1995        | Montbéliard–Belfort | Francie            | 1. října            |
| 5.     | 1996        | Palma de Mallorca   | Španělsko          | 29. září            |
| 6.     | 1997        | Košice              | Slovensko          | 3. října            |
| 7.     | 1998        | Curych              | Švýcarsko          | 27. září            |
| 8.     | 1999        | Palermo             | Itálie             | 3. října            |
| 9.     | 2000        | Veracruz            | Mexiko             | 12. listopadu       |
| 10.    | 2001        | Bristol             | Spojené království | 7. října            |
| 11.    | 2002        | Brusel              | Belgie             | 5. května           |
| 12.    | 2003        | Vilamoura           | Portugalsko        | 4. října            |
| 13.    | 2004        | Nové Dillí          | Indie              | 3. října            |
| 14.    | 2005        | Edmonton            | Kanada             | 1. října            |
| 15.    | 2006        | Debrecín            | Maďarsko           | 8. října            |
| 16.    | 2007        | Udine               | Itálie             | 14. října           |
| 17.    | 2008        | Rio de Janeiro      | Brazílie           | 12. října           |
| 18.    | 2009        | Birmingham          | Spojené království | 11. října           |
| 19.    | 2010        | Nan-ning            | Čína               | 16. října           |
| 20.    | 2012        | Kavarna             | Bulharsko          | 6. října            |
| 21.    | 2014        | Kodaň               | Dánsko             | 29. března          |
| 22.    | 2016        | Cardiff             | Spojené království | 26. března          |
| 23.    | 2018        | Valencie            | Španělsko          | 24. března          |
| 24.    | 2020        | Gdyně               | Polsko             |                     |